# 劉澤星
劉澤星 ，BBS，JP，FRCPE，FRCPGlas，FRCP，HonFRCPI（英語：Royal College of Physicians of Ireland），香港風濕病科專科醫生，現任香港大學於崇光基金風濕及臨床免疫學教授及李嘉誠醫學院風濕及臨床免疫學講座教授、香港大學李嘉誠醫學院院長、暫任副校長（健康）。他曾任內科學系系主任、瑪麗醫院內科部門主管及香港醫學專科學院主席 。

## 早年生活和教育
劉澤星於深水埗汝州街長大，住所樓下是其父經營的小型金屬製品廠。他有9名胞姊。他就讀於聖方濟各英文小學和聖士提反堂中學。
1978年，劉澤星前往英格蘭紐卡素的紐卡素藝術與科技學院（Newcastle College of Arts and Technology，今紐卡素學院） ，畢業後因他對生物學的興趣而申請入讀邓迪大學醫學院。在校方的錯誤下，他獲邀面試，最後更被錄取，並於1985年獲內外全科醫學士。
劉澤星在1988年回到邓迪大學，開始醫學士研究（醫學士在英國屬研究學位），並於1993年畢業。

## 職業生涯
劉澤星得到內外全科醫學士後開始當1年準駐院醫生（pre-registration house officer），先在英格蘭考文垂的禾斯格里夫醫院擔任駐院內科醫生（house physician），再在蒂斯河畔斯托克頓的北蒂斯大學醫院任駐院外科醫生（house surgeon）。（禾斯格里夫醫院已於2006年拆除，由考文垂大學醫院取代。）接著的2年他在邓迪的奈恩韋爾斯醫院當高級駐院醫生（senior house officer），然後在1988年回到邓迪大學進行研究。
獲得醫學士後，劉澤星回到香港，加入香港大學任內科學系助理教授，5年後升任為副教授，再在2000年成為正教授。他在2001至2007年間先後擔任香港大學李嘉誠醫學院（當時仍稱香港大學醫學院）的助理院長（資訊科技及規劃）和助理院長（教育及學生事務）。
2007年，劉澤星再次回到邓迪大學，成為醫學、牙醫學及護理學院（今邓迪大學醫學院）的首位風濕病學講座教授。
他在2010年再度加入香港大學，擔任風濕及臨床免疫學講座教授，以及鮑氏醫學及衛生教育研究所所長（直至2018年） 。3年後獲任命為於崇光基金風濕及臨床免疫學教授。
2013年，新任李嘉誠醫學院院長梁卓偉上任後，劉澤星被委任為副院長（教學）。任內他帶領改革內外全科醫學士課程，推出「增潤學年」取代原來的第3年級，令學生暫時離開學業，嘗試其他體驗，並於2018-19學年開始推行。他的副院長任期於2018年完結，由外科學系的梁嘉傑接任。自2019年起，劉澤星擔任內科學系系主任。
2022年3月，香港大學公布劉澤星將於2022年8月1日接任李嘉誠醫學院院長，接替離任的梁卓偉。他亦表明若任內表現獲認同，可能考慮正式申請院長一職。
劉澤星為香港公立醫院史上第3位風濕病科專科醫生，亦長期在公營醫療系統服務。他在1995至2007年間是東區尤德夫人那打素醫院內科部門榮譽顧問醫生；從邓迪大學回港後，他亦繼1997至2007年後再任瑪麗醫院風濕及內科部門榮譽顧問醫生。2018年12月，劉澤星成為瑪麗醫院內科部門主管和香港醫院管理局大會成員。現時他是瑪麗醫院臨床服務統籌（內科）和葛量洪醫院醫院管治委員會成員，也在私家醫院暨香港大學教學伙伴港怡醫院掛牌行醫。
劉澤星亦廣泛地參與本地和國際組織。2001年他創立香港風濕病基金會，再在2011年跟其他研究人員共同創立亞太紅斑狼瘡合作組織。他曾任香港風濕學學會主席（1997-2001）、亞太風濕病學會聯盟主席（2006-2008） 、以及香港醫學專科學院主席（2016-2020）。他現時是香港基因組中心董事、香港防癆心臟及胸病協會董事、香港政府食物及衞生局研究局成員、和歐洲風濕病學會聯盟大會委員會成員。
在2019冠狀病毒病疫情期間，劉澤星是政府2019冠狀病毒病疫苗顧問專家委員會召集人。
2024年5月28日，香港大學校委會主席王沛詩被指繞過校長張翔，在會議中加入審議多名副校長人選程序，最終通過七名副校長的暫任安排。其中劉澤星出任新設的副校長（醫衞事務）。

## 個人生活
劉澤星熱愛跑步，目標是在世界各地完成50場馬拉松，亦經常參與渣打香港馬拉松。截至2014年，他已完成25場，包括大阪馬拉松。

## 獎項和榮譽
- 愛丁堡皇家內科醫師學會院士（1998）[37]
- 格拉斯哥皇家內外科醫學院院士（1999）[37]
- 倫敦皇家內科醫師學會院士（2001）[37]
- 非官守太平紳士（2018）[38]
- 愛爾蘭皇家內科醫師學會（英语：Royal College of Physicians of Ireland）榮譽院士（2018）[39][40][41]